# Université de Haïfa
L'université de Haïfa (en hébreu : אוניברסיטת חיפה) est une université publique située sur le mont Carmel, à Haïfa en Israël. Elle a été fondée en 1963 par le maire de Haïfa Hushi Abba et était à l’origine sous l'égide de l'université hébraïque de Jérusalem. C'est en 1972 que l'université de Haïfa est devenue une institution universitaire indépendante à part entière.
18 100 élèves y étudient une grande variété de spécialités, notamment les sciences sociales, les sciences humaines, le droit et l'éducation. Elle est globalement divisée en six facultés : sciences humaines, sciences sociales, droit, sciences et enseignement des sciences, services sociaux ainsi que sciences de la santé et de l'éducation. Au-delà de l'objectif de fournir une éducation supérieure de premier ordre, l'université de Haïfa a pour but d'apporter des possibilités éducatives égales à tous les secteurs de la société, et en particulier d'encourager la compréhension mutuelle et la coopération entre les populations juives et arabes sur le campus et hors campus. L'université abrite le musée Hecht d'archéologie et d'art et plusieurs centres de recherche et instituts dont l'Institut de l'Évolution, le Centre pour l'étude de la société de l'information, le Centre pour l'étude de la sécurité nationale, le centre de recherche sur le tourisme et bien d'autres. L'université accueille également un grand centre de recherche IBM sur son campus.

## Mixité
D'après Mouna Maroun, l'université a une plus grande mixité que les autres universités du pays.

## Historique
Dès sa première année, 472 élèves ont étudié à l'université de Haïfa. Le personnel comprenait 180 enseignants, 50 d'entre eux résidents de Haïfa. En 1967, l'université de Haïfa a décerné un diplôme à ses 75 premiers diplômés, les trois quarts d'entre eux destinés à devenir professeurs. En 1966, l'université a déménagé au sommet du mont Carmel, l'emplacement actuel de son campus principal. Premier bâtiment de l'université, l'édifice multifonctionnel a été construit en 1966. Il contenait des salles de classe, des laboratoires, une bibliothèque avec 110 000 livres et une cafétéria. L'architecte brésilien Oscar Niemeyer a prévu pour le campus toutes les installations de l'université dans un ce seul complexe. Plus récemment, d'autres bâtiments ont été construits à proximité.
L'université de Haïfa a été classée au 10e rang des 36 instituts universitaires en Israël en 2012, il s'agissait d'une hausse de 6 points par rapport au classement 2006.

## École Leon H. Charney des sciences marines
L'école Leon H. Charney des sciences marines est une division de l'université de Haïfa qui se concentre principalement sur l'étude de la mer Méditerranée. Il abrite le Centre de Césarée, son propre centre de plongée qui prend également en charge l'Autorité israélienne des Antiquités de Césarée.
Il étudie :
- Les biologies marines ;
- Les géosciences marines ;
- Les civilisations maritimes.

## Centres de recherche
- The Institute of Evolution[2]
- The Center for Cyber, Law and Policy
- Theoretical Physics and Astrophysics Center
- The Integrated Brain and Behavior Research Center (IBBR)
- The Institute of Information Processing and Decision Making
- The Max Wertheimer Minerva Center for Cognitive Processes
- Haifa Interdisciplinary Center for Advanced Computer Science
- The National Security Studies Center
- The Edmond J. Safra Brain Research Center for the Study of Learning Disabilities
- Center for Spatial Information Systems Research (CSISR)
- Maritime Policy & Strategy Research Center
- The Haifa Center for German European Studies[3]
- The Weiss-Livnat International Center for Holocaust Research and Education[4]

## Personnalités liées à l'université

### Professeurs
- Aya Ben Ron
- Benjamin Kedar-Kopfstein
- Sheizaf Rafaeli
- Sylvia Schein

## Collection de tableaux
L'université d'Haïfa compte 137 œuvres de peintres juifs de l'école de Paris que le collectionneur Oscar Ghez conservait dans son musée du Petit Palais à Genève et qu'il a offerte en 1978 au Hecht Museum de l'Université.
- Naum Arenson; Georges Ascher; Abraham Berline; Jacques Cytrynovitch; Henri Epstein:  Jeune femme, huile sur toile[5].; Alex Fasini; Adolphe Feder : Le saltimbanque assis ; Jacques Gotko ; Nathan Grunsweigh ; Karl Haber ; Joseph Hecht ; Max Jacob ; Georges Kars ; Moïse Kogan ; Nathalie Kraemer ; Roman Kramsztyk ; Chaïm Soutine ; Joachim Weingart, Léon Weissberg